# Порталес (Њу Мексико)
Порталес (енгл. Portales) град је у америчкој савезној држави Њу Мексико.

## Демографија
По попису из 2010. године број становника је 12.280, што је 1.149 (10,3%) становника више него 2000. године.
| Група             | 2000.         | 2010.         |
| Белци             | 6.303 (56,6%) | 6.255 (50,9%) |
| Афроамериканци    | 254 (2,3%)    | 313 (2,5%)    |
| Азијати           | 107 (1,0%)    | 152 (1,2%)    |
| Хиспаноамериканци | 4.244 (38,1%) | 5.278 (43,0%) |
| Укупно            | 11.131        | 12.280        |